# Kabinett Costa e Silva

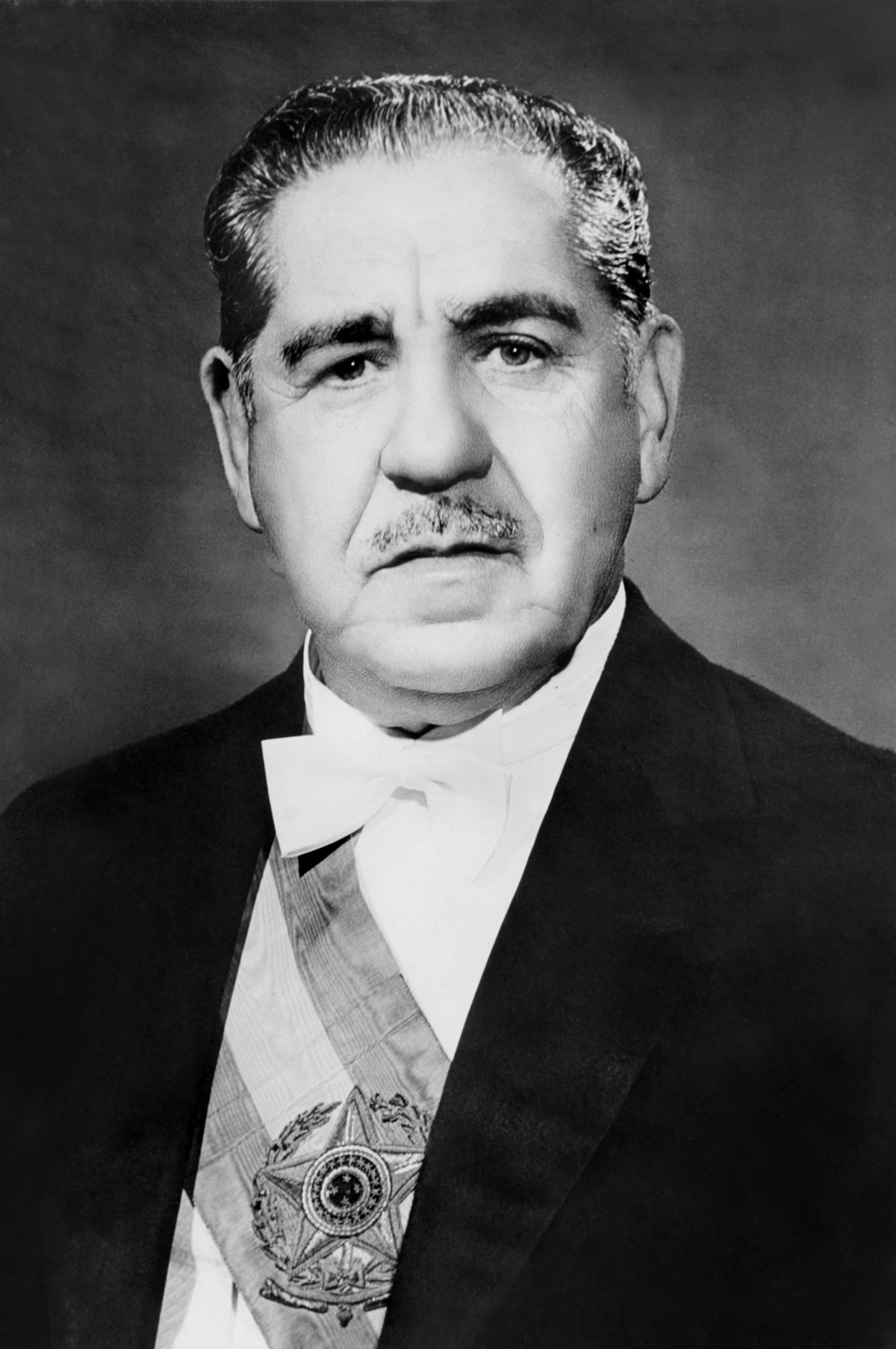
Artur da Costa e Silva war von 1967 bis 1969 Staatspräsident

Das Kabinett Costa e Silva wurde in Brasilien am 15. März 1967 von Staatspräsident Artur da Costa e Silva gebildet und löste das Kabinett Castelo Branco ab. Es befand sich bis zum 31. August 1969 im Amt und wurde daraufhin vom Kabinett Lira Tavares (Junta Governativa Provisória) abgelöst.
Dem Kabinett gehörten folgende Personen an:
| Amt                                        | Amtsinhaber                                              | Amtszeit            |
| ------------------------------------------ | -------------------------------------------------------- | ------------------- |
| Staatspräsident                            | Artur da Costa e Silva                                   | 1967–1969           |
| Vizepräsident                              | Pedro Aleixo                                             | 1967–1969           |
| Luftfahrtminister                          | Márcio de Souza Mello                                    | 1967–1969           |
| Landwirtschaftsminister                    | Ivo Arzua Pereira                                        | 1967–1969           |
| Kommunikationsminister                     | Carlos Furtado de Simas                                  | 1967–1969           |
| Bildungsminister                           | Tarso de Morais Dutra                                    | 1967–1969           |
| Kriegsminister                             | Aurélio de Lira Tavares                                  | 1967–1969           |
| Finanzminister                             | Antônio Delfim Netto                                     | 1967–1969           |
| Minister für Industrie und Handel          | Edmundo de Macedo Soares e Silva                         | 1967–1969           |
| Innenminister                              | Afonso Augusto de Albuquerque Lima José Costa Cavalcanti | 1967–1969 1969      |
| Justizminister                             | Luís Antônio da Gama e Silva                             | 1967–1969           |
| Marineminister                             | Augusto Rademaker                                        | 1967–1969           |
| Minister für Bergbau und Energie           | José Costa Cavalcanti Antônio Dias Leite Júnior          | 1967–1969 1969      |
| Planungsminister                           | Hélio Beltrão                                            | 1967–1969           |
| Außenminister                              | José de Magalhães Pinto                                  | 1967–1969           |
| Gesundheitsminister                        | Leonel Tavares Miranda de Albuquerque                    | 1967–1969           |
| Minister für Arbeit und soziale Sicherheit | Jarbas Passarinho                                        | 1967–1969           |
| Transportminister                          | Mário Andreazza                                          | 1967–1969           |
| Minister für zivile Angelegenheiten        | Rondon Pacheco                                           | 1967–1969           |
| Chef des Generalstabes der Streitkräfte    | Nélson Lavenère Wanderley Orlando Geisel                 | 1967–1968 1968–1969 |
| Chef des Militärkabinetts                  | Jaime Portela de Melo                                    | 1967–1969           |